# Lauenhain-Tanneberg
Lauenhain-Tanneberg war eine kurzlebige Gemeinde im Landkreis Mittweida (Sachsen), die von 1994 bis zur Eingemeindung in die Stadt Mittweida im Jahr 1999 existierte.

## Geografie
Lauenhain-Tanneberg lag nördlich der Stadt Mittweida im Mittelsächsischen Hügelland am Westufer der zur Talsperre Kriebstein angestauten Zschopau.

### Nachbarorte
| Crossen | Beerwalde                                   | Höfchen    |
| Erlau   | Kompassrose, die auf Nachbargemeinden zeigt | Falkenhain |
|         | Mittweida                                   | Ringethal  |

## Geschichte
Im Zuge der 1994 durchgeführten Kreisreform im Freistaat Sachsen schlossen sich die vormals selbstständigen Orte Lauenhain und Tanneberg  am 1. Januar 1994 zu einer neuen Gemeinde mit dem Namen „Lauenhain-Tanneberg“ zusammen. Uwe Fritzsching war von 1994 bis 1998 Bürgermeister der Gemeinde.
Bereits fünf Jahre später wurde die Gemeinde bei der Gebietsreform in Sachsen am 1. Januar 1999 in die Stadt Mittweida eingemeindet. Aufgrund der Hauptsatzung der Stadt Mittweida von 1994 erhielten die nunmehrigen Ortsteile Lauenhain und Tanneberg eine gemeinsame Ortschaftsverfassung und einen gemeinsamen Ortschaftsrat.